# Jeff Bodart
Pour les articles homonymes, voir Bodart.
Jean-François Bodart alias Jeff Bodart, né le 30 septembre 1962 à Charleroi où il est mort le 20 mai 2008, est un chanteur belge francophone.

## Biographie
Au début des années 1980, il monte deux groupes : Spasmes, puis Aphrodisiax avec lequel il édite un premier single auto-produit, Sex-symbol. À l'époque, il opère seulement comme guitariste.
C'est en 1983, avec le groupe Gangsters d'Amour, titre tiré d'une chanson du groupe français Starshooter, qu'il se fait connaître comme chanteur. Il participe également à l'un ou l'autre projet artistique parfois insolite, comme le duo Louis Louis (avec le dessinateur Frédéric Jannin) qui adapte en français le morceau Under my Thumb des Rolling Stones, sous le titre d'En dessous de mon pouce[réf. non conforme].
Il est l'un des interprètes de la chanson caritative On a toujours quelqu'un avec soi au bénéfice du Télévie, tout comme Axelle Red, Benny B, Claude Barzotti, Frank Michael, le Grand Jojo, Nathalie Pâque, Muriel Dacq, Philippe Swan, Sandra Kim, etc.
En 1994, après deux albums et dix singles avec les Gangsters d'Amour, Jeff démantèle le groupe et entame une carrière solo. Il enregistre alors cinq albums en l'espace de 13 ans. Accompagné la plupart du temps sur scène notamment par les anciens Gangsters d'Amour Pierre Gillet et Olivier Bodson, il multiplie les concerts et tournées. En 1998, avec La Fête à Jeff Bodart, les Francofolies de Spa lui offrent une carte blanche, pour un concert où l'accompagnent tour à tour sur scène Axelle Red, Matthieu Chedid, Philippe Lafontaine, etc.
Auteur compositeur interprète, il appréciait également qu'on écrive pour lui. Quelques amis chers s'y sont attelés : ses compagnons de route Pierre Gillet et Olivier Bodson mais aussi Kent, Christophe Miossec, François Bernheim, Jacques Duvall, Thierry Robberecht, Rudy Léonet et Marc Morgan, Henri Hiernaux, Benoît Poelvoorde,… En solo ou avec les Gangsters d'Amour, il s'est produit sur la plupart des scènes de Belgique, de France, de Suisse ou du Québec, mais aussi dans nombre de pays d'Europe, aux États-Unis, en Union soviétique et même en Chine. Sur scène, il était particulièrement réputé pour son enthousiasme communicatif et son énergie. En 1998, il participe au single Le bal des gueux d'Alec Mansion au profit de l’Opération Thermo, qui distribue des repas pour les vagabonds dans les gares. Cette chanson est interprétée par trente-huit artistes et personnalités dont Toots Thielemans, Stéphane Steeman, Marylène, Armelle, Jacques Bredael, Lou, Alec Mansion, Muriel Dacq, les frères Taloche, Morgane, Nathalie Pâque, Frédéric Etherlinck, Richard Ruben, Christian Vidal, Marc Herman, Jeff Bodart, Jean-Luc Fonck, Benny B et Daddy K.
Marié en secret à l'animatrice de télé belge Armelle Gysen, Jeff a été victime d'un accident cérébral fin avril 2008 au domicile de ses parents et plongé artificiellement dans le coma. Il est décédé le 20 mai à l'âge de 45 ans. Les funérailles se sont déroulées quatre jours plus tard en l'église de La Chapelle, à Bruxelles, en présence de sa famille et de près d'un millier de ses amis, fans, confrères, personnalités médiatiques et hommes politiques de tous bords. Il a été incinéré et ses cendres ont été dispersées dans le cimetière de Farciennes, où il a grandi.

## Hommages
La commune de Farciennes, pour se rappeler l'artiste trop tôt disparu, a fait ériger sur sa place principale une sculpture en son honneur. L'académie et la bibliothèque de Farciennes portent depuis également son nom.
Deux concerts hommages ont été montés en son honneur, en octobre 2008 à Louvain-La-Neuve et en juillet 2009 aux Francofolies de Spa, auxquels ont participé de nombreux artistes et musiciens amis (dont Nicolas Buysse, Kent, Jacques Duvall, Perry Rose, Sacha Toorop, Marka, Karin Clercq, Marie Warnant, William Dunker, Eté 67, Manu Champagne, etc.) et ses anciens comparses des Gangsters d'Amour.
Début 2009, sur la RTBF, l'émission culturelle D6bels diffusait un reportage-hommage de 52 minutes réalisé par Manu Champagne et entièrement consacré à Jeff Bodart.
Un album posthume Best of Jeff (2009) a été édité un an après son décès. Il reprend des chansons tirées de ses cinq albums solos, l'inédit Quelqu'un m'appelait comme ça et quatre singles des Gangsters d'Amour : SOS Barracuda, Meurtre à Hawaï, Hey Baron rouge, Coûte que coûte.
Sur l'album Finistériens, le Breton Miossec lui a rendu également un hommage discret avec la chanson Seul ce que j'ai perdu. Tout comme le chanteur Benjamin Biolay dans un de ses concerts (ils avaient travaillé ensemble sur les arrangements de l'album Ça ne me suffit plus) ou Salvatore Adamo, qui a repris un de ses titres lors d'un soirée organisée par l'hebdomadaire Moustique.
En 2011, les Octaves de la musique, qui récompensent les artistes et musiciens de l'année en Communauté française de Belgique, décernent un premier prix « Jeff Bodart de la Sabam » au groupe Atomique DeLuxe. Destiné à mettre l'accent sur le rayonnement scénique spécifique d'un artiste/groupe belge francophone à l'étranger, ce prix est depuis attribué chaque année. Des formations comme Puggy, Great Mountain Fire, BRNS, Girls in Hawaii l'ont également reçu.
En 2018, pour célébrer les dix ans du décès de Jeff Bodart, est paru Reviens gamin, album hommage riche de nombreuses reprises de son répertoire, enregistré sous l’impulsion de son entourage, singulièrement son ancien claviériste Pierre Gillet. Les morceaux sont interprétés par quelques figures de la chanson belge francophone dont Marka, Jean-Luc Fonck, Marc Pinilla, Marie Warnant, Karin Clercq, Greg Houben, Jean-François Maljean, Samir Barris, Great Mountain Fire, Marc Lelangue, Karim Baggili, Mademoiselle Nineteen, mais aussi les Français Kent ou François Bernheim. Le titre de l'album est un clin d'œil à une réplique du film culte C'est arrivé près de chez vous, cosigné par Benoît Poelvoorde. Intime de Jeff Bodart, l'acteur participa d'ailleurs notamment à la réalisation d'un teaser de l'album, remarqué par la presse quotidienne ou hebdomadaire.

## Discographie
- 1995 : Du vélo sans les mains

1. Du vélo sans les mains
2. Chacun son histoire
3. Des gens comme nous
4. Que des mots
5. L'amour atomique
6. On s'disait tout
7. Le blues animal
8. Je cours
9. 3 minutes et 30 secondes
10. Un monde ne suffit pas

- 1998 : Histoires universelles

1. La vie d'artiste
2. Une histoire universelle
3. Sans tambour ni trompette
4. Je nous emmène
5. En cavale'
6. Le grand toboggan
7. Ça valait la peine que je naisse
8. Tout le monde m'aime sauf moi
9. Personne n'est formidable
10. Au diable avec toi
11. J'te promets la lune
12. Le chant des yakas
13. Le temps des cailloux
14. Il faut de tout pour faire un homme

- 2001 : Ça ne me suffit plus

1. Ça ne me suffit plus
2. La vie la mort
3. J'y survivrai
4. Ce qui me retient
5. Politiquement correct
6. Depuis que tu es partie
7. Les filles sont des garçons bizarres
8. C'que t'es belle quand j'ai bu
9. À distance règlementaire
10. Java
11. Le soleil fera le reste

- 2003 : T'es rien ou t'es quelqu'un

1. Tu m'aimeras quand je ne t'aimerai plus
2. T'es rien ou t'es quelqu'un
3. Apprendre à tout laisser
4. Boire boire boire
5. Canadair
6. Un peu de bruit entre amis
7. Ma vie est une balançoire
8. Ne dis rien
9. La mémoire courte
10. Être ou ne pas être
11. Les idiots ne sont pas des imbéciles

- 2008 : Et parfois c'est comme ça

1. Et parfois c'est comme Ça
2. L'oiseau de 7h32
3. Demain matin
4. Destination ultramarine
5. Une chambre Modern Style
6. Jacques
7. Ma carcasse
8. 36 Manières
9. Embrasse-moi
10. Je ris
11. De quoi j'ai l'air
12. Notre trajectoire
13. Fou sans toi

## Distinctions
- 2005 :  Chevalier de l'ordre de Léopold II[9]